# Leaena pseudobranchia
Leaena pseudobranchia är en ringmaskart som beskrevs av Levenstein 1964. Leaena pseudobranchia ingår i släktet Leaena och familjen Terebellidae. Inga underarter finns listade i Catalogue of Life.